# Nhà thờ Thánh Florian
Nhà thờ Thánh Florian, tên gọi chính thức hơn là Nhà thờ Tổng lãnh thiên thần Micae và Thánh tử đạo Florian (tiếng Ba Lan: Katedra Świętego Michała Archanioła i Świętego Floriana), là một nhà thờ Công giáo và điểm mốc lịch sử tại ul. Floriańska 3 (tiếng Anh: 3 St. Florian's Street) phía đông Warszawa. Tòa tháp 75 mét của Nhà thờ Thánh Florian nổi bật ở phía đông quận Praga của Warszawa và nhấn mạnh vai trò của nhà thờ như một hình thức phản kháng đối với sự thống trị trước đây của Nga ở Ba Lan.

## Lịch sử
Từ năm 1583, đã có một nhà thờ Công giáo tồn tại ngay hoặc quanh khu vực nhà thờ sau này nhưng động lực để xây nên một nhà thờ lâu dài và chắc chắn đã không được thực hiện cho đến tận cuối thế kỷ 19. Bản đồ Châu Âu đã được Đại hội Viên vẽ lại và kết quả là đặt lãnh thổ của Công quốc Warszawa dưới quyền kiểm soát của Đế quốc Nga, trở thành Vương quốc Lập hiến Ba Lan. Trong số các hoạt động đồng hóa, có trên hai mươi nhà thờ Giáo hội Chính thống giáo Nga được xây dựng ở Ba Lan. Để phản đối việc áp đặt nhận thức từ một giáo hội nước ngoài, và để trực tiếp đáp lại Thánh đường Maria Madalena Chính thống giáo đồ sộ được xây dựng cuối con đường, Nhà thờ Thánh Florian đã được dựng lên trong giai đoạn 1897- 1904 với hai tòa tháp uy nghi cao 75 mét (250-feet). 
Nhà thờ được đặt theo tên Thánh Florian là Thánh quan thầy của các nghề nghiệp liên quan đến lửa như linh cứu hỏa, thợ thép, người cạo ống khói, thợ gốm và thợ làm bánh.

## Tàn phá của Chiến tranh thế giới thứ hai
Trong và sau đợt Vây hãm Warszawa, nhà thờ được dùng làm nơi ẩn náu cho những người Do Thái, Quân đội Warszawa (Armia Warszawa) và là nơi nương náu chung cho dân thường. Nhà thờ Thánh Florian đã bị người Đức phá hủy khi rút quân khỏi Ba La năm 1944 sau Khởi nghĩa Warszawa. Nhà thờ vẫn bị tàn phá trong nhiều năm nhưng đến những năm 1950, một nỗ lực xây dựng được bắt đầu từ từ với sự hỗ trợ của các cư dân Praga. Nhà thờ được xây dựng lại và mở cửa vào năm 1972.

## Vai trò trong hệ thống phân cấp nhà thờ
Nhà thờ Thánh Florian là nhà thờ chính tòa của Giáo phận Công giáo Rôma Warszawa-Praga và đã được nâng lên thành Tiểu Vương cung thánh đường theo sắc lệnh của Tòa Thánh vào năm 1992. Trên bốn trăm linh mục hợp thành đoàn mục sư trong giáo phận này phụ trách khu vực có diện tích 1,274 dặm vuông, được chia thành 160 giáo xứ và phục vụ cho khoảng một triệu tín đồ Công giáo Ba Lan.

## Đặc điểm nổi bật
Nhà thờ Thánh Florian mang phong cách Gothic Revival với hai tòa tháp cao mười hai tầng đối diện với Al. Solidarności (Tiếng Anh: Solidarity Avenue), tháp hình chóp được bọc đồng. Phần bên ngoài của nhà thờ phần lớn được xây bằng gạch đỏ. Trên lối vào là các tranh khảm về Giê-su và biểu tượng của vị giám mục đầu tiên của Warsaw-Praga, Kazimierz Romaniuk, trong khi nội thất được thiết kế với thạch cao đỏ hoặc trắng và gạch.

## Hình ảnh

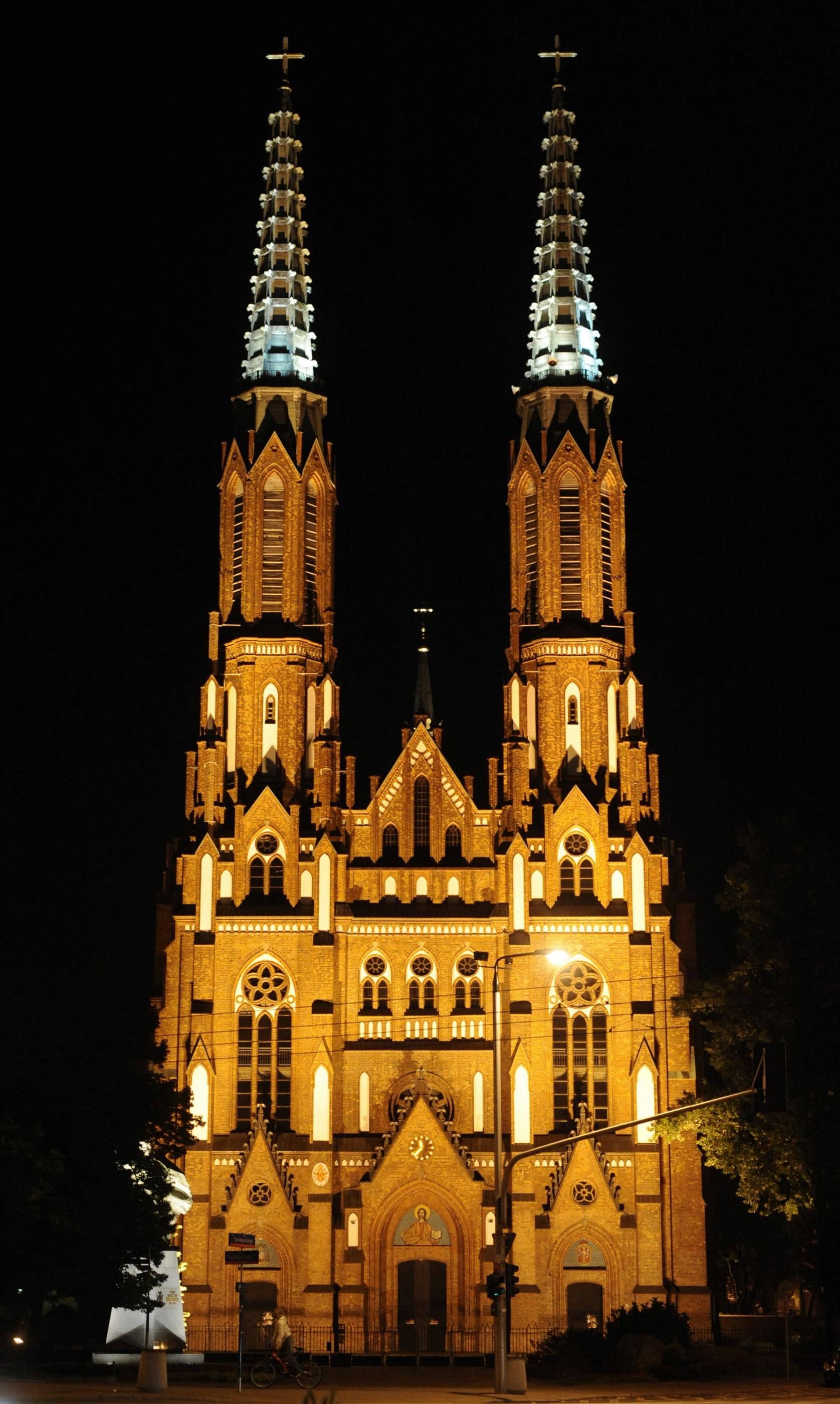
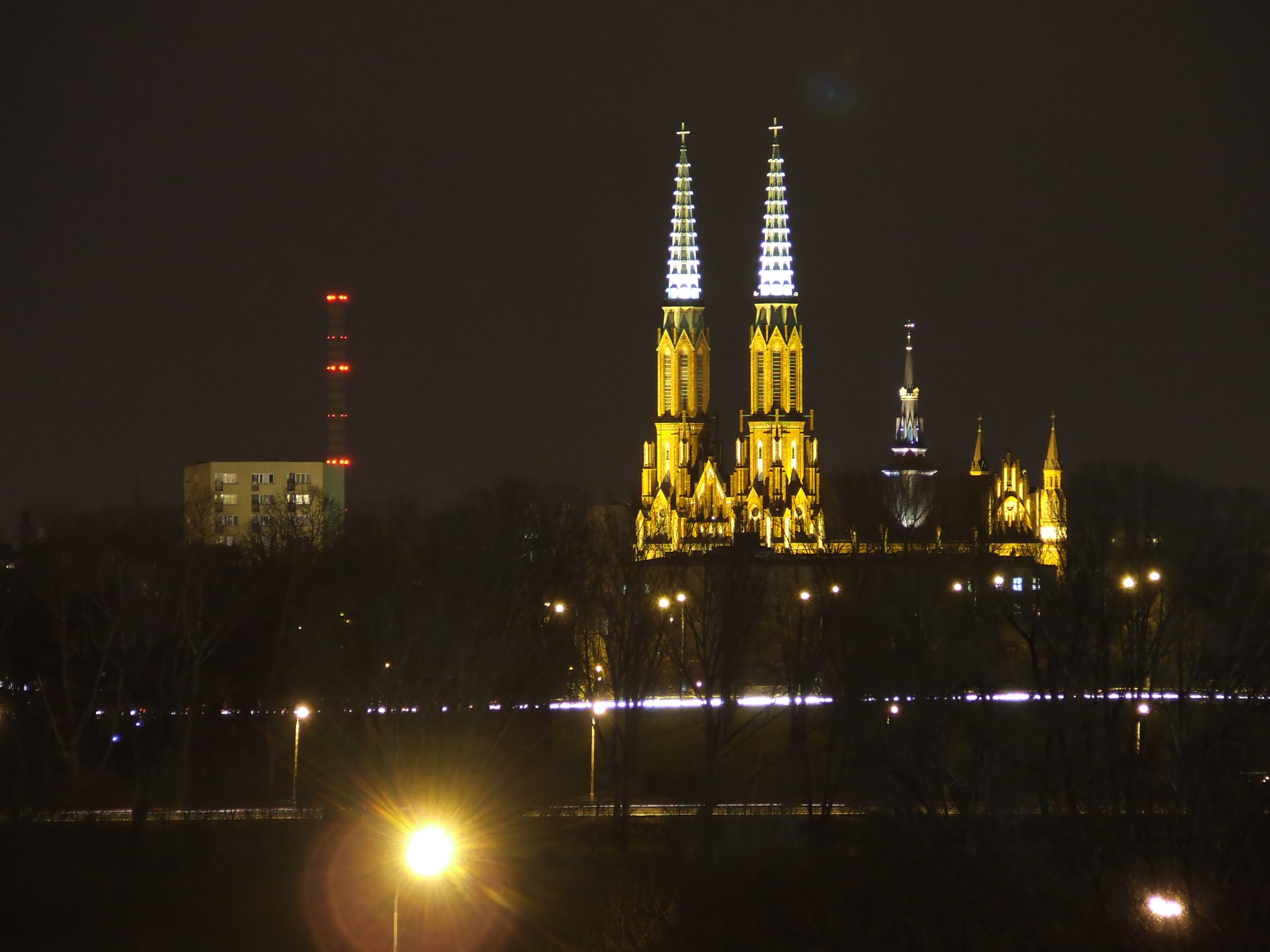
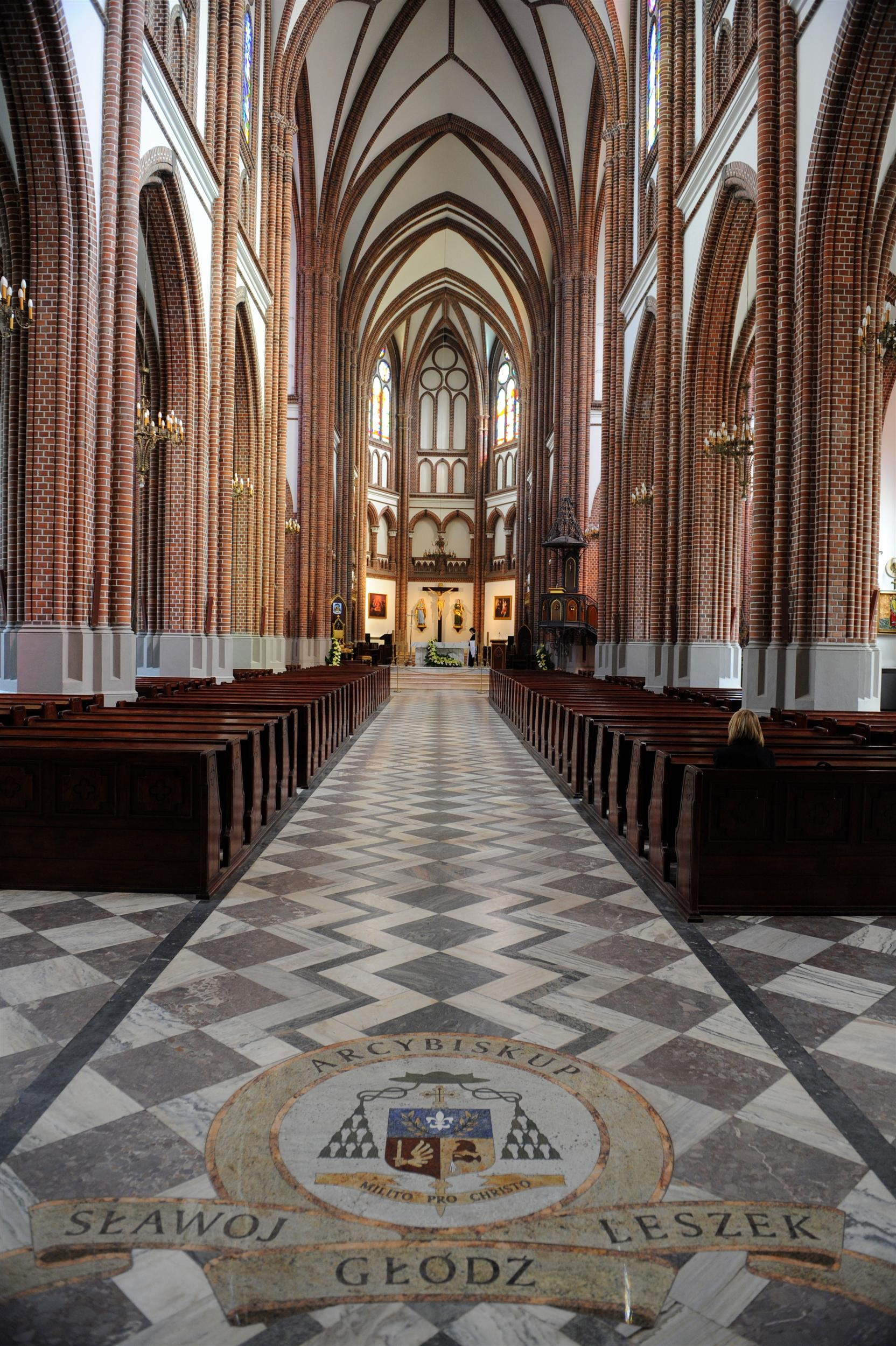
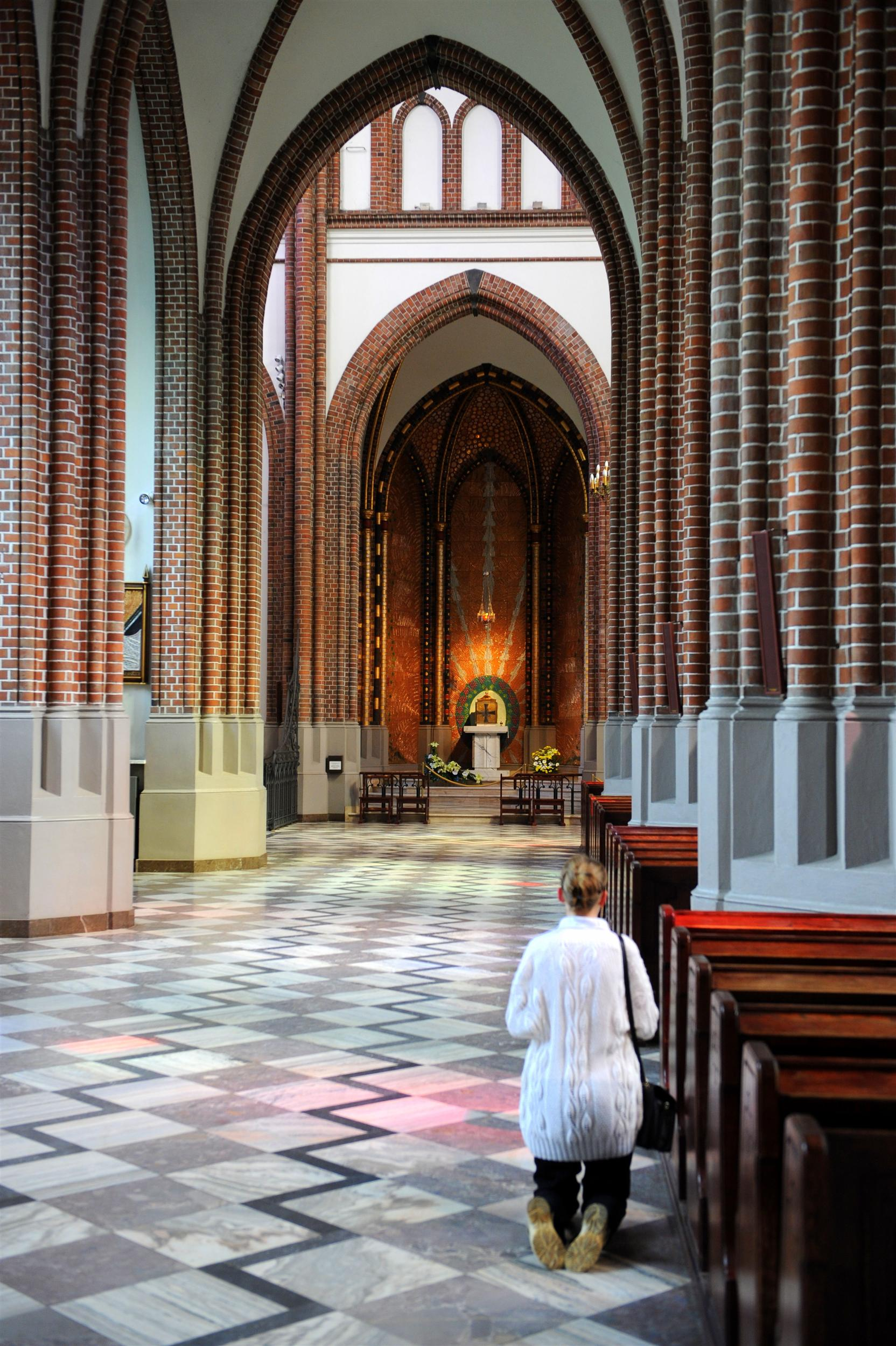
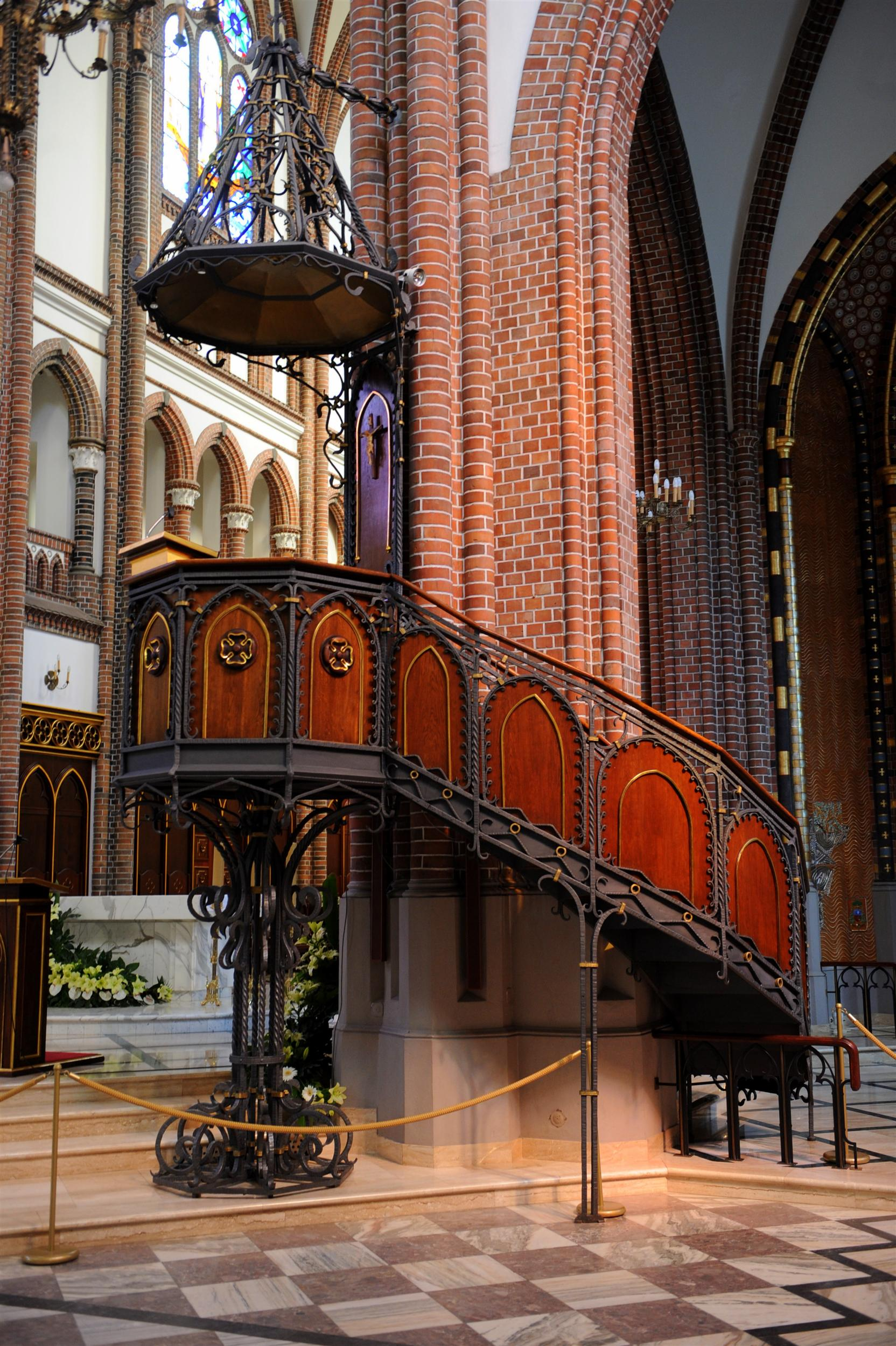
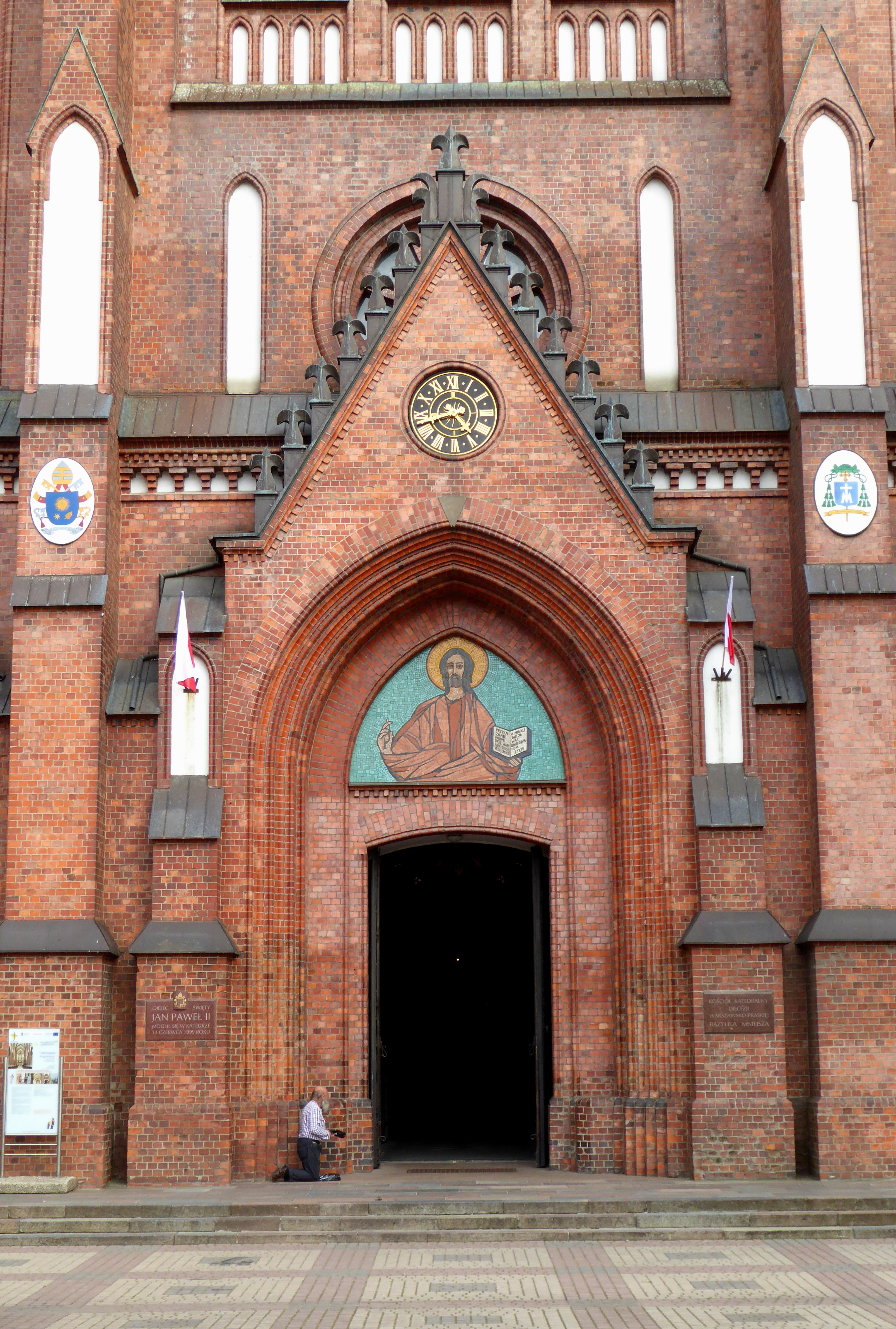